# Мозирське сільське поселення
Мозирське сільське́ посе́лення (рос. Мозырьское сельское поселение) — колишнє муніципальне утворення в складі Правдинського району Калінінградської області Російської Федерації. Адміністративний центр поселення — селище Мозир.
Мозирське сільське поселення утворене з 1 січня 2006 року згідно із законом Калінінградської області № 476 від 21 грудня 2004 року. До його складу увійшли території колишніх Мозирського і Фрунзенського сільських округів.
Муніципальне утворення «Мозирське сільське поселення» межувало: на півночі — з Свободненським сільським поселенням Черняхівського міського округу, на сході — з Новостроєвським сільським поселенням Озерського міського округу, на півдні — з Желєзнодорожним міським поселенням, на заході — з Правдинським міським поселенням.
Законом Калінінградської області від 27 квітня 2015 року № 418, 1 січня 2016 року всі муніципальні утворення «Правдинський район» — «Правдинське міське поселення», «Желєзнодорожне міське поселення», «Домновське сільське поселення» та «Мозирське сільське поселення» перетворені, шляхом їх об'єднання, на Правдинський міський округ.

## Населення
| 2010 | 2012   | 2013   | 2014   | 2015   |
| ---- | ------ | ------ | ------ | ------ |
| 2303 | ▲ 2340 | ▼ 2298 | ▲ 2317 | ▼ 2301 |

## Склад
До складу Мозирського сільського поселення входило 25 населених пунктів (селищ):
- Білкіно
- Бородіно
- Бистрянка
- Вершини
- Гусєво
- Желудево
- Іванівка
- Короленково
- Красне
- Лазарево
- Линєво
- Ліскіно
- Малодворки
- Мозир
- Ново-Бобруйськ
- Охотниче
- Перевалово
- Підлипово
- Сєвєрний
- Сергіївка
- Тихе
- Фрунзенське
- Чайковське
- Черепаново
- Щербиніно